# André Callebaut
André Callebaut (Wattripont, 13 juni 1929 - Geraardsbergen, 5 januari 2010) was een Belgisch politicus voor de Parti réformateur libéral (PRL). Hij was burgemeester van Amougies en Mont-de-l'Enclus.

## Biografie
Callebaut vestigde zich na zijn huwelijk in Amougies, alwaar hij burgemeester werd in 1965. In 1969 liet hij in zijn gemeente het festival van Amougies toe. Callebaut bleef twee legislaturen burgemeester, tot de gemeentelijke fusies van 1977, toen Amougies een deelgemeente werd van Mont-de-l'Enclus. Callebaut was zo de laatste burgemeester van Amougies geweest.
In 1977 werd hij de eerste burgemeester van fusiegemeente Mont-de-l'Enclus voor de PRL, die er de absolute meerheid had. Bij de verkiezingen van 1982 haalde de afgescheurde liberale lijst Rassemblement Démocratique (RD) net als de PRL zes zetels, maar de PRL vormde een coalitie met de PSC, die een zetel had, en Callebaut werd schepen onder Noël Geurts. Bij de verkiezingen van 1988 haalde de PRL van Geurts en Callebaut opnieuw de absolute meerderheid met zeven zetels. Callebaut eiste het burgemeesterschap en Geurts zou OCMW-voorzitter worden. Callebaut vormde echter een coalitie met de RD, die vier zetels had en de OCMW-voorzitter leverde. De PSC was naar de oppositie verwezen en ook Geurts trok naar de oppositie. In 1991 kwam het wegens financiële kwesties tot onenigheid tussen coalitiepartner RD en Callebaut, en de RD trok ook naar oppositie, die nu de meerderheid van de zetels bezat.
Callebaut bleef burgemeester tot de verkiezingen van 1994, die werden gewonnen door de Avenir Communal Enclusien (ACE), die met de PS een meerderheid vormde. PRL werd naar de oppositie verdrongen. Callebaut bleef nog een legislatuur in de gemeenteraad zetelen.